# Six Saisons sur Ilo
Six Saisons sur Ilo (stylisé Six Saisons sur il☉) est le deuxième tome de la série de bande dessinée française de science-fiction Le Cycle de Cyann, réalisée par François Bourgeon et Claude Lacroix.
Publié en 1997 par Casterman, cet album a obtenu l'Alph'Art du public au festival d'Angoulême 1998. Comme le reste de la série, il a été réédité par 12 bis en 2009 puis Delcourt en 2014.

## Synopsis
L'expédition, menée par Cyann Olsimar, arrive en vue de la planète il☉, sur laquelle elle atterrit.
Mais les deux groupes qui la forment sont séparés, et semblent poursuivre des buts différents. L'album raconte leur course-poursuite à travers une planète au climat particulier, rythmée par l'ombre de l'anneau qui la ceint, telle celui de Saturne, et qui engendre de nouvelles « saisons ».

## Prix
- 1998 : Alph'Art du public au festival d'Angoulême

## Publications
- Six Saisons sur Ilo, Casterman, oct. 1997  (ISBN 2-203-38894-3).
- Six Saisons sur Ilo, 12 bis, fév. 2009  (ISBN 978-2-356-48064-4).
- Six Saisons sur Ilo, Delcourt, sept. 2014  (ISBN 978-2-7560-6217-4).

### Documentation
- Nicolas Pothier, « Chez Cyann », BoDoï, no 1,‎ octobre 1997, p. 36.

### Lien web
- « Six saisons sur IlO », sur bedetheque.com.